# Método delta
Em Inferência estatística, o Método Delta é uma técnica utilizada para aproximar um vetor aleatório através de uma expansão de Taylor. é um método simples, mas útil, para deduzir a distribuição assintótica de variáveis.
O Teorema do Limite Central pode ser considerado como um caso particular do Método Delta. Assim deve começar por familiarizar-se com este teorema.
O teorema do limite central afirma que a soma de um número suficientemente elevado de variáveis aleatórias identicamente distribuídas tem uma distribuição semelhante a uma distribuição Normal.
Verificadas certas condições, o Método Delta permite concluir que uma função (não apenas a soma) de um número suficientemente elevado de variáveis aleatórias também tem uma distribuição semelhante a uma distribuição Normal.

## Enunciado formal do Método Delta
- Seja uma função contínua {\displaystyle g:D\subset {\mathbb {R} ^{k}}\rightarrow \mathbb {R} ^{m}} definida num subconjunto de {\displaystyle \mathbb {R} ^{k}} chamado "D" e diferenciável no ponto {\displaystyle \mu }.
- Sejam Yn vetores aleatórios que assumem valores no domínio da função g, tal que {\displaystyle E\left[Y_{n}\right]=\mu }
- Seja Y um vetor aleatório (no caso particular de esse vetor aleatório ter dimensão 1X1, teremos uma variável aleatória, mas aqui vamos apresentar o enunciado geral).
- Lembre-se que {\displaystyle {\xrightarrow {d}}} designa uma convergência em distribuição.
- Suponha que {\displaystyle r_{n}\left[Y_{n}-\mu \right]{\xrightarrow {d}}Y} quando {\displaystyle r_{n}\rightarrow \infty }.

Então ,
{\displaystyle r_{n}\left[g\left(Y_{n}\right)-g\left(\mu \right)\right]{\xrightarrow {d}}g'\left(\mu \right)Y}

### Caso particular: distribuição normal
Seja {\displaystyle Y_{n}} uma sucessão de variáveis aleatórias tais que
{\displaystyle {{\sqrt {n}}[Y_{n}-\mu ]\,{\xrightarrow {d}}\,N(0,\sigma ^{2})},}.
onde {\displaystyle \sigma ^{2}} é a variância da distribuição Normal e {\displaystyle \mu } é o valor esperado de {\displaystyle Y_{n}}. Estes valores têm de existir e serem finitos.
Considere também uma função "g" diferenciável em {\displaystyle \mu }.
- Método Delta de 1ª ordem: Considere o caso em que, para o valor especifico {\displaystyle \mu }, {\displaystyle g'(\mu )\neq 0}.Então:

{\displaystyle {{\sqrt {n}}[g(Y_{n})-g(\mu )]\,{\xrightarrow {d}}\,N(0,\sigma ^{2}[g'(\mu )]^{2})}}
- Método delta de 2ª ordem: Considere agora o caso em que, para o valor especifico {\displaystyle \mu }, {\displaystyle g'\left(\mu \right)=0} mas que {\displaystyle g''\left(\mu \right)\neq 0}. Então,

{\displaystyle {\sqrt {n}}\left[g(Y_{n})-g(\mu )\right]{\xrightarrow {d}}\sigma ^{2}{\frac {g''\left(\mu \right)}{2}}\chi _{1}^{2}}, porque o quadrado de uma distribuição normal padrão é uma qui-quadrado {\displaystyle \chi _{1}^{2}} .
- Método Delta de ordens superiores: Considere finalmente o caso em que a função g é "r" vezes derivável e que, para o valor especifico {\displaystyle \mu }, {\displaystyle g'\left(\mu \right)=g''\left(\mu \right)=...=g^{(r-1)}\left(\mu \right)=0} mas que a r-ésima derivada {\displaystyle g^{(r)}\left(\mu \right)\neq 0}. Então,

{\displaystyle \left({\sqrt {n}}\right)^{r}\left[g(Y_{n})-g(\mu )\right]{\xrightarrow {d}}\sigma ^{2}{\frac {g^{(r)}\left(\mu \right)}{r!}}Y^{r}}

## Exemplos

### Exemplo 1
Do Teorema do Limite Central sabemos que {\displaystyle {\sqrt {(}}n)[{\overline {X}}_{n}-\mu ]{\xrightarrow {d}}N(0,\sigma ^{2})}.
Consideremos agora {\displaystyle g(x)=1/x}, sabemos que {\displaystyle g'(x)=-1/x^{2}} que para {\displaystyle \forall x\in } IR\{0} é diferente de 0.
Então estamos nas condições do Método Delta e podemos afirmar que {\displaystyle {\sqrt {(}}n)[g({\overline {X}}_{n})-g(\mu )]{\xrightarrow {d}}N(0,\sigma ^{2}[g'(\mu )]^{2})={\sqrt {(}}n)[1/{\overline {X}}_{n}-1/\mu ]{\xrightarrow {d}}N(0,\sigma ^{2}/\mu ^{4})}.
Nota:
{\displaystyle g'(x)=(1/x)'=-1/x^{2}}
{\displaystyle [g'(x)]^{2}=[-1/x^{2}]^{2}=1/x^{4}}
{\displaystyle [g'(\mu )]^{2}=1/\mu ^{4}}

### Exemplo 2
Suponha {\displaystyle Y_{1},Y_{2},...,Y_{n}} variáveis aleatórias independentes com distribuição de Bernoulli (p). O parâmetro de interesse típico é {\displaystyle p=E\left[Y\right]}, a probabilidade de sucesso, mas outro parâmetro popular é {\displaystyle {\left(p\right)/\left(1-p\right)}}, que mede a chance. Por exemplo, se os dados representam os resultados de uma moeda viciada com p=2/3 para "cara", então a moeda tem chance 2:1 de mostrar o resultado "cara".
Vamos considerar a utilização de {\displaystyle {\left({\hat {p}}\right)/\left(1-{\hat {p}}\right)}} como uma estimativa para {\displaystyle {\left(p\right)/\left(1-p\right)}}. Ou seja, vamos jogar a moeda "n" vezes, contar o número de caras e obter {\displaystyle {\hat {p}}=\left(\sum _{i=1}^{N}Y_{i}\right)/n} a partir desta amostra de n observações, e utilizar este p estimado ({\displaystyle {\hat {p}}}) como estimativa para o verdadeiro parâmetro p. Nosso interesse, agora, é saber a variância de {\displaystyle {\left({\hat {p}}\right)/\left(1-{\hat {p}}\right)}}. O método delta permite obter uma resposta aproximada, já que uma resposta exata não é possível.
Vamos então definir a função {\displaystyle g(p)={\frac {p}{1-p}}}. Portanto, {\displaystyle g'(p)={\frac {1}{\left(1-p\right)^{2}}}}.
Pelo método delta, teremos que:
{\displaystyle {\begin{matrix}Var\left({\frac {\hat {p}}{1-{\hat {p}}}}\right)&\approx &\left[g'(p)\right]^{2}Var\left({\hat {p}}\right)\\\ &\approx &\left[{\frac {1}{\left(1-p\right)^{2}}}\right]^{2}{\frac {p\left(1-p\right)}{n}}\end{matrix}}}

## Demonstração
Sabemos que {\displaystyle {\sqrt {(}}n)[Y_{n}-\mu ]{\xrightarrow {d}}N(0,\sigma ^{2})<=>{\sqrt {(}}n)[{\frac {Y_{n}-\mu }{\sigma }}]{\xrightarrow {d}}N(0,1)}
Sabemos também que {\displaystyle g'(\mu )\neq 0}, existe e é finito.
O desenvolvimento em série de Taylor de {\displaystyle g(Y_{n})} em torno de valor {\displaystyle \mu }  é
{\displaystyle g(Y_{n})=g(\mu )+g'(\mu )[y_{n}-\mu ]+o_{1}<=>}
onde {\displaystyle o_{1}\rightarrow 0} quando {\displaystyle Y_{n}\rightarrow \mu }
{\displaystyle g(Y_{n})-g(\mu )=g'(\mu )[Y_{n}-\mu ]+0_{1}<=>}
{\displaystyle g(Y_{n})-g(\mu )=g'(\mu )\sigma [{\frac {Y_{n}-\mu }{\sigma }}]+0_{1}<>}
{\displaystyle g(Y_{n})-g(\mu )=g'(\mu )\sigma [{\frac {Y_{n}-\mu }{\sigma }}]+0_{1}<=>}
{\displaystyle {\sqrt {(}}n)g(Y_{n})-g(\mu )=g'(\mu )\sigma {\sqrt {(}}n)[{\frac {Y_{n}-\mu }{\sigma }}]+0_{1}<=>}
usando o teorema de Slutsky
{\displaystyle {\sqrt {(}}n)g(Y_{n})-g(\mu )=g'(\mu )\sigma {\sqrt {(}}n)[{\frac {Y_{n}-\mu }{\sigma }}]+0_{1}{\xrightarrow {d}}N(0,\sigma ^{2}[g'(\mu )]^{2})}
logo
{\displaystyle {{\sqrt {n}}[g(Y_{n})-g(\mu )]{\xrightarrow {d}}N(0,\sigma ^{2}[g'(\mu )]^{2})}}